# Richard T. Jones
Richard Timothy Jones (Kobe, 16 de janeiro de 1972) é um ator norte-americano nascido no Japão.

## Biografia
Nascido em Kobe, no Japão, é filho de pais americanos. Ele cresceu em Carson, Califórnia. Jones é filho de Lorene, uma analista de computação, e de Clarence Jones, um jogador de beisebol profissional e instrutor de surdos dos Cleveland Indians.
Ele frequentou a Escola Secundária Bishop Montgomery em Torrance, Califórnia, e se formou na Universidade Tuskegee.

## Vida pessoal
Jones conheceu Nancy Robinson, sua atual esposa, num restaurante em Los Angeles, quando trabalhava como garçonete. Casaram-se dois anos depois, e hoje têm duas filhas (Audrey e Sydney) e um filho (Elijah).

## Filmografia

### Cinema
- 1993 - Helicopter (Malik)
- 1993 - What's Love Got to Do with It (Ike Turner)
- 1994 - Renaissance Man (Jackson Leroy)
- 1995 - Jury Duty (Nathan)
- 1996 - Black Rose of Harlem (Cateye)
- 1996 - The Trigger Effect (Raymond)
- 1996 - Johns (Mr. Popper)
- 1997 - Event Horizon (Cooper)
- 1997 - Kiss the Girls (Seth Samuel)
- 1998 - Goodbye Lover (Detective One)
- 1999 - The Wood (Slim)
- 2000 - Auggie Rose (Oficial Decker)
- 2000 - Lockdown (Avery Montgomery)
- 2002 - Book of Love (Ben Strong)
- 2002 - G (Summer G)
- 2002 - Moonlight Mile (Ty)
- 2002 - Phone Booth (Sargento Cole)
- 2003 - Full-Court Miracle (Lamont Carr)
- 2004 - Finding Neo (Morphin'us)
- 2004 - Paradise (Senador Michael Linney)
- 2004 - Twisted (Wilson Jefferson)
- 2004 - Soul Plane (Falso Denzel)
- 2004 - Breach (Alan McCabe)
- 2004 - Collateral (Policial #1)
- 2005 - Traci Townsend (Travis)
- 2005 - Guess Who (Homem no celular)
- 2006 - The Package (Vance/Bruce)
- 2006 - Time Bomb (Douglas Campbell)
- 2006 - Cutting Room (Steve)
- 2007 - Why Did I Get Married? (Mike)
- 2008 - Oranges (filme) (Mark)
- 2008 - Vantage Point (Holden)
- 2009 - The Final Destination (O segurança/O viúvo)
- 2017 - A Question of Faith
- 2018 - The Public

### Televisão
- Renegade

1992 - Second Chance (Slick)
- California Dreams

1993 - High Plains Dreamer (Beau)
- NYPD Blue

1994 - Serge the Concierge (Willy)
- In the Heat of the Night

1994 - Who Was Geli Bendl? (Donny Muir)
- Courthouse

1995 - Fair-Weathered Friends (Quenty 'Q' Thomas)
- Dangerous Minds

1996 - Pilot (Kimboley)
- Hollywood Confidential

1997 - (Dexter)
- Brooklyn South

1998 - (Oficial Clement Johnson)
- Ally McBeal

1998 - World's Without Love (Matt Griffin)
1998 - Making Spirits Bright (Matt Griffin)
- Incognito

1999 - (Jake Hunter)
- Second String

2002 - (Gerry Fullerton)
- Talk Show Diaries

2005 - (Jerry)
- Riding the Bus with My Sister

2005 - (Jesse)
- Judging Amy

2005 - (Bruce Van Exel)
- Sex, Love & Secrets

2005 - Danger (Dr. Barnaby)
2005 - Ambush (Dr. Barnaby)
- CSI: Miami

2006 - Collision (Chris Kaiser)
- Las Vegas

2007 - The Chicken Is Making My Back Hurt  (Keith Mannix)
- Dirt

2007 - Come Together (Advogado de Jack Dawson)
- Girlfriend

2007 - (Aaron)
- Numb3rs

2008 - Pay to Play (Blanchard)
- Terminator: The Sarah Connor Chronicles

2008 e 2009 - (James Ellison)
- Revolution

2014 - There Will Be Blood (Ken)
- American Horror Story: Hotel

2015 - Andrew Hahn
- Santa Clarita Diet (Netflix)

2017 - Rick